# Ruschia neovirens
Ruschia neovirens är en isörtsväxtart som beskrevs av Schwant. Ruschia neovirens ingår i släktet Ruschia och familjen isörtsväxter. Inga underarter finns listade i Catalogue of Life.